# Virginia Gardner
Virginia Elizabeth Gardner (Sacramento, California; 18 de abril de 1995) es una actriz y modelo estadounidense-canadiense. Es conocida por su papel de Christina Raskin en la película Project Almanac y como Karolina Dean en la serie original de Hulu Runaways, ubicada dentro del Universo cinematográfico de Marvel.

## Primeros años
Gardner asistió a la Sacramento Country Day School desde la guardería hasta el octavo grado. Participó en muchas de las producciones de la escuela. Brian Frishman, jefe del departamento de drama, trabajó con ella del sexto al octavo grado. 
En 2011 hizo la escolarización cuando se mudó a Los Ángeles, pero luego optó por tomar el examen de California de Competencia de la escuela cuando se le permitió. Hizo el examen en octubre de 2011 y se enteró de que pasó al mes siguiente.

## Carrera
Gardner vivió con su madre mientras se dedicaba a la actuación a tiempo completo. Una vez que empezó a tener más éxito y fue capaz de mantenerse a sí misma, se mudó a su propio apartamento y comenzó a vivir por su cuenta.
Después de aparecer en Lab Rats, de Disney XD, tomó un año de descanso de la actuación para trabajar en el modelaje. Cuando se introdujo en el modelaje (ha modelado para Kohl, Love Culture, HP, Hollister, LF y Famous Footwear) iba a dejar de actuar, pero luego se enteró de una audición para la serie Glee.
En 2013 apareció la oportunidad de actuar como Christina Raskin en la película Project Almanac, cuyo estreno fue el 30 de enero de 2015 en Estados Unidos.
Luego, fue fichada para ser Emily, una de las coprotagonistas de la película Good Kids, cuyo estreno ocurrió en octubre de 2016. El 5 de mayo de 2015, se informó que protagonizaría la película Goat. En octubre de 2015, interpretó a Molly Barlett en el episodio "Skanks Get Shanked" de la segunda temporada de la serie How to Get Away with Murder, emitida por la cadena de ABC; el episodio fue estrenado el 15 de octubre del mismo año.
Desde 2017 y hasta 2019 aparece en la serie de Hulu Runaways, en el papel de Karolina Dean. Dicha serie está ubicada dentro del Universo cinematográfico de Marvel.

## Vida personal
Es fan de la serie Divergente y quiso interpretar el papel de Tris Prior.
Tiene un perro llamado Levi.

## Filmografía

### Cine
| Año  | Título                | Rol              | Notas  |
| ---- | --------------------- | ---------------- | ------ |
| 2015 | Project Almanac       | Christina Raskin |        |
| 2016 | Goat                  | Leah             |        |
| 2016 | Tell Me How I Die     | Anna Nickels     |        |
| 2016 | Good Kids             | Emily            |        |
| 2018 | Little Bitches        | Kelly            |        |
| 2018 | Halloween             | Vicky            |        |
| 2018 | Monster Party         | Iris             |        |
| 2019 | Starfish              | Aubrey           |        |
| 2020 | All the Bright Places | Amanda           |        |
| 2022 | Fall                  | Shiloh Hunter    |        |
| 2023 | Maravilloso desastre  | Abby Abernathy   |        |
| 2024 | Beautiful Wedding     | Abby Abernathy   | [ 13 ] |

### Televisión
| Año       | Título                            | Rol                        | Notas                                                  |
| --------- | --------------------------------- | -------------------------- | ------------------------------------------------------ |
| 2011      | Hart of Dixie                     | Joven Lemon                | Episodio: "Hairdos & Holidays"                         |
| 2012      | Lab Rats                          | Danielle                   | Episodio: "Leo's Jam"                                  |
| 2013      | Glee                              | Katie Fitzgerald / Marissa | Episodios: "Feud" y "Shooting Star"                    |
| 2013–14   | The Goldbergs                     | Lexy Bloom                 | Papel recurrente                                       |
| 2015      | How to Get Away with Murder       | Molly Barlett              | Episodio: "Skanks Get Shanked"                         |
| 2016      | Law & Order: Special Victims Unit | Sally Landry               | Episodio: "Fashionable Crimes"                         |
| 2016      | Major Crimes                      | Brie Miller                | Episodio: "Family Law"                                 |
| 2016      | Secrets and Lies                  | Rachel                     | Episodios: "The Detective" y "The Daughter"            |
| 2017      | Zoo                               | Clem-2                     | Episodios: "No Place Like Home" y "Diaspora"           |
| 2017      | The Tap                           | Michelle Cuttriss          | Episodio: "Piloto"                                     |
| 2017–2019 | Runaways                          | Karolina Dean              | Elenco principal                                       |
| 2019      | Heartstrings                      | Joven Harper               | Episodio: "Sugar Hill"                                 |
| 2019      | The Righteous Gemstones           | Lucy                       | Episodio: "Is This the Man Who Made the Earth Tremble" |
| 2021      | American Horror Stories           | Bernadette                 | Episodio: "Ba'al"                                      |

## Premios y nominaciones
| Lista de premios y nominaciones | Lista de premios y nominaciones | Lista de premios y nominaciones | Lista de premios y nominaciones | Lista de premios y nominaciones | Lista de premios y nominaciones | Lista de premios y nominaciones |
| Año                             | Organización                    | Categoría                       | Trabajo nominado                | Resultado                       | Ref(s)                          |                                 |
| ------------------------------- | ------------------------------- | ------------------------------- | ------------------------------- | ------------------------------- | ------------------------------- | ------------------------------- |
| 2015                            | Hollywood Beauty Awards         | Nueva Belleza                   | Ella misma                      | Ganadora                        | [ 14 ]                          |                                 |
| 2017                            | Golden Issue Awards             | Mejor Reparto                   | Runaways                        | Ganadora                        | [ 15 ]                          |                                 |